# Rhyssalus rugosus
Rhyssalus rugosus är en stekelart som beskrevs av Charles Thomas Brues 1933. Rhyssalus rugosus ingår i släktet Rhyssalus och familjen bracksteklar. Inga underarter finns listade i Catalogue of Life.